# Lucy Cranwell
Lucy May Cranwell (Auckland, 7 de agosto de 1907 – Tucson, 8 de junio de 2000) fue una botánica neozelandesa, responsable por su labor innovadora en palinología. Fue nombrada conservadora de botánica del "Museo de Auckland, en 1929, cuando tenía solo 21 años. Así como su trabajo en muestras de polen antiguo fue responsable de fomentar el amor por la botánica en una generación de ciudadanos de Auckland.

## Primeros años y educación
Cranwell era aborigen de Auckland, Nueva Zelanda. Se crio en Henderson bajo la fuerte influencia de su madre, una conservadora de mente y con preferencias artísticas. Se ha sugerido que Cranwell heredó los aspectos impredecibles de su espíritu intrépido y aventurero de los de Cornualles. Su padre fue un capacitado viverista, que había plantado huertos en la extensa propiedad de la familia. Asistió a la Escuela pública de Henderson, y a la Escuela de Niñas, de Gramática de Epsom. En 1925, ingresó a la Universidad de Auckland, donde llevó a cabo una primera licenciatura mezcla de inglés y botánica, seguido de una maestría en Botánica con una tesis sobre las epífitas de las cordilleras Waitakere. Se graduó en 1929.
Durante sus estudios universitarios, desarrolló un amor por el senderismo, ganándose una reputación como la más fuerte, y más rápida senderista del University Field Club. Esa pasión por la naturaleza de Nueva Zelanda le fue muy útil para los viajes botánicos que comenzaron, con mayor frecuencia con los estudiantes de botánica y con su amiga Lucy Moore (1906-1987), a varios lugares remotos e inaccesibles del país.

## Museo de Auckland
En abril de 1929, a pocas semanas luego de graduarse, el director del Museo de Auckland, el Dr. Gilbert Edward Archey, le ofreció el puesto inaugural de Curadora de Botánica. El museo abrió sus puertas en su nuevo y más grande edificio, como monumento de la guerra, en noviembre de ese año y sus salas estaban en la necesidad de llenarse con muestras ordenadas.

“Todo lo que había que hacer con poco dinero, por desgracia, y no había ningún artista para ayudar a que todo luciese seductor para hombres, mujeres y niños. La gente no parece darse cuenta, sin embargo. El Dr. Archey había insistido en que nos consideráraamos servidores públicos, dando justa bienvenida a consultas de todo tipo,” escribió Cranwell de aquellos primeros meses en el trabajo del Museo

Se encargó de la búsqueda de más especímenes botánicos para mostrar, y también empezó a organizar el herbario Cheeseman con cerca de 10.000 especímenes. Durante sus 14 años, como curadora, introdujo los “trotes botánicos” para jóvenes y niños, a lugares como la isla de Rangitoto en el golfo de Hauraki, escribiendo semanalmente artículos cortos para niños sobre las plantas para el periódico Auckland Star, y recogiendo más de 4.000 especímenes para el herbario, durante sus casi tres quinquenios como botánica.

## Trabajo de campo
Su trabajo de campo realizado fue el primero y sin duda el más extenso de una mujer científica en Nueva Zelanda. Esos viajes incluyeron a bosques vírgenes, y a antiguos podocarpos del país Real, en busca de parásitos de raíces, y varios viajes al pico Te Moehau, en la punta de la península de Coromandel, donde documentó la única flora alpina encontrada allí, y varias visitas a Maungapohatu en Te Urewera. También llevó a cabo un estudio de las algas marinas de las islas de Nueva Zelanda norte (una verde y otra alga roja llevan su epónimo), estudios del puerto de Auckland y sus costas oeste entre Muriwai y Piha, así como varios viajes para tomar muestras de fósiles de polen de los pantanos de la Isla Sur.
Los viajes de campo en los años 1920 y 1930 fueron tareas difíciles. Cranwell y su colega Lucy Moore, frecuentemente dormían a la intemperie en sacos de dormir, y de vez en cuando despertaban cubiertos de escarcha. Su experiencia en el campo la llevó a ser una reconocida conservacionista, reconociendo tempranamente que las zarigüeyas y canguros representaban una seria amenaza para la biodiversidad de los bosques de Nueva Zelanda.

## Palinología
Durante un viaje a Europa, que incluía asistir al Congreso Internacional de Botánica, en Ámsterdam en 1935, fue invitada por el profesor Lennart von Post de Estocolmo, para aprender su método de análisis del polen fósil. Con el conocimiento de este estudio de campo nuevo: la palinología, Cranwell abrió todo un nuevo campo de la botánica en Nueva Zelanda. Sus trabajos eran analizar polen tomado de los sedimentos en los pantanos, revelando los conjuntos botánicos pasados, en Nueva Zelanda, ayudando a conocer el pasado de Nueva Zelanda como parte del supercontinente de Gondawana.

## Esfuerzo en la guerra, y matrimonio
Su esfuerzo de guerra, durante la Segunda Guerra Mundial, estuvo en la investigación, preparando un folleto para los aviadores aliados derribados llamada “Food is Where You Find It: A Guide to Emergency Foods of the Western Pacific (La comida es donde usted la encuentra: guía para Alimentos de Emergencia para el Pacífico Occidental”). Allí se detallaba, con ilustraciones, los peces y otros alimentos que los pilotos derribados podían comer. El libro resultó muy popular, y se hicieron cinco impresiones más de la tirada inicial de 5.000 ejemplares.
En 1943, Cranwell se casó con el Capitán (luego Mayor) S. Watson Smith del 13er US Airforce, un abogado y más tarde eminente estudioso en arqueología, mudándose a Estados Unidos en 1944. Luego de trabajar en la Harvard University, Cranwell pasó a investigadora afiliada en palinología, en la Universidad de Arizona, Tucson. Obtuvo reconocimiento internacional por su trabajo en ese campo, sobre todo en microfósiles de plantas de Gondwana.

## Algunas publicaciones
- lucy may Cranwell. 1961. Coniferous Pollen Types of the Southern Hemisphere: Aberration in Acmopyle and Podocarpus Dacrydioides, v. 1. Edición reimpresa

- ------------------------. 1959. Fossil pollen from Seymour Island, Antarctica. Edición reimpresa

- ------------------------. 1953. An Outline of New Zealand Peat Deposits: With Notes on the Condition of the Rain-fed Cushion Bogs. Edición reimpresa

- ------------------------. 1938. Intertidal communities of the Poor Knights Islands, New Zealand.

- ------------------------. 1937. New plant records from the Poor Knights islands, with special reference to Todea barbara

- ------------------------, lennart von Post. 1936. Post-Pleistocene pollen diagrams from the Southern Hemisphers: New Zealand. Edición reimpresa

### Libros
- lucy may Cranwell, john La Roche. 2004. Hut and headland. Editor School of Biological Sciences, University of Auckland, 77 p. ISBN 0-908689-76-4

- ------------------------, arnold Wall. 1981. The botany of Auckland. Auckland Institute and War Memorial Museum handbook. Edición ilustrada de Auckland Institute and War Memorial Museum, 155 p. ISBN 0-908623-00-3

- ------------------------. 1964. Ancient Pacific floras: the pollen story. Tenth Pacific Science Congress series. Edición reimpresa de University Microfilms International, 114 pp.

- ------------------------. 1953. New Zealand pollen studies: the monocotyledons: a comparative account. Número 3 de Bulletin of the Auckland Institute and Museum, Auckland Institute and Museum. Editor Harvard University Press for Auckland Institute and Museum, 91 p.

- ------------------------, josiah e. Green, arthur william Baden Powell. 1944. Food is where you find it, a guide to emergency foods of the western Pacific ... Editor Pub. Council Auckland Institute & Museum, 76 p.

- ------------------------. 1942. New Zealand pollen studies: Key to the pollen grains of families and genera in the native flora, v. 1. 308 p.

- harry howard Allan, lucy may Cranwell. 1942. Vivipary in Phormium. 279 p.

- lucy may Cranwell. 1941. Pollen grains of the New Zealand conifers. Editor E. V. Paul, Govt. Printer, 17 p.

- leslie Issott Grange, edward Kidson, lucy may Cranwell, Percy Walton Smallfield. 1939. Soils and agriculture of part of Waipa County. Número 76 de Bulletin (New Zealand. Dept. of Scientific and Industrial Research). N.º 5 de Publication. Editor E.V. Paul, Govt. Print, 85 p.

- lucy may Cranwell. 1939. Southern-beech pollens. 196 p.

- ------------------------. 1938. Fossil pollens: the key to the vegetation of the past. Editor	E. V. Paul, Govt. Printer, 18 p.

- ------------------------. 1933. Flora of Manaihi, Cook Group. 171 p.

## Honores
Miembro de
- Sociedad Linneana de Londres, en noviembre de 1937: "en reconocimiento a sus estudios botánicos tanto en N. Zelanda y en Suecia, y debido a los esfuerzos que hizo para estimular el interés por la botánica, a través de su cargo, en el Museo de Auckland."

### Galardones
- Premio Conservacionista de primera: la Copa Loder
- Medalla Hector por la Royal Society of New Zealand, en 1954, la primera mujer en recibir ese honor.[3]